# درو کنجی
دنیل جروم جنرت (به انگلیسی: Daniel Jerome Jenrette؛ زادهٔ ۱۱ ژانویهٔ ۲۰۰۲) که به‌طور حرفه‌ای با نام درو کنجی (به انگلیسی: Dro Kenji) شناخته می‌شود رپر و خوانندهٔ آمریکایی اهل سامرویل، کارولینای جنوبی می‌باشد. او در حال حاضر با ناشر تهیه‌کنندهٔ موسیقی نیک میرا، میراتاچ و همچنین اینترنت مانی و تن‌کا پراجکتس قرارداد دارد.